# Suillia lineitergum
Suillia lineitergum is een vliegensoort uit de familie van de afvalvliegen (Heleomyzidae). De wetenschappelijke naam van de soort is voor het eerst geldig gepubliceerd in 1901 door Pandelle.